# Cornel Marin
Cornel Marin (Bucarest, 19 gennaio 1953) è un ex schermidore rumeno, specialista della sciabola, vincitore di due medaglie di bronzo nella scherma ai Giochi olimpici.